# Ammodytes
Ammodytes là một chi cá bản địa của đại dương phía Bắc trong họ Ammodytidae.

## Các loài
Hiện hành có 08 loài được ghi nhận trong chi này:
- Ammodytes americanus DeKay, 1842 (American sand lance)
- Ammodytes dubius J. C. H. Reinhardt, 1837 (Northern sand lance)
- Ammodytes heian J. W. Orr, Wildes & Kai, 2015 (Peaceful sand lance) [1]
- Ammodytes hexapterus Pallas, 1814 (Arctic sand lance) [1]
- Ammodytes japonicus Duncker & Mohr (de), 1939 (Western sand lance) [1]
- Ammodytes marinus Raitt, 1934 (Raitt's sand eel)
- Ammodytes personatus Girard, 1856 (Pacific sand lance) [1]
- Ammodytes tobianus Linnaeus, 1758 (Lesser sand eel)